# 3089 Oujianquan
A 3089 Oujianquan (ideiglenes jelöléssel 1981 XK2) a Naprendszer kisbolygóövében található aszteroida. A Bíbor-hegyi Obszervatórium fedezte fel 1981. december 3-án.